# Dounia (chanson)
Pour les articles homonymes, voir Dounia.
Singles de Rohff
K-Sos musik
(2012) J'accélère
(2013)
Dounia est une chanson du rappeur français Rohff, sortie le 31 mai 2013 sous le major Warner.
Il s'agit du second single extrait de son septième album studio P.D.R.G.. Le single entre à la 43e place du hit-parade français la semaine du 27 mai 2013 en deux jours d'exploitation et atteint la 29e place lors de sa deuxième semaine. Le morceau, dévoilé sur YouTube, atteint les 3,4 millions de vues en moins d'un mois. Il compte aujourd'hui plus de 23 millions de vues.

## Classement hebdomadaire
| Pays                                    | Meilleure position |
| --------------------------------------- | ------------------ |
| Belgique (Flandre Ultratop 50 Singles)  | —                  |
| Belgique (Wallonie Ultratop 50 Singles) | 43                 |
| France (SNEP)                           | 29                 |
| Suisse (Schweizer Hitparade)            | —                  |